# Гринвейл (Теннесси)

Административные границы Гринвейла

Гринвейл (англ. Greenvale) — невключённая территория в округе Уилсон (штат Теннесси, США).

## История
Гринвейл появился на кадастровых картах в 1871 году. Почтовое отделение под названием Гринвейл было основано в 1870 году и действовало до 1905 года.

## География и демография
Крупнейшим населенным пунктом в радиусе 50 миль (80 км) от Гринвейла является столица Теннесси, Нашвилл. Он расположен примерно в 33 милях (53 км) к западу от Гринвейла. Население Нашвилла в 2010 году составляло 601 222 человека. Следующим по величине населенным пунктом является Мерфрисборо. Он расположен примерно в 15 милях (24 км) к юго-западу от Гринвейла, его население в 2010 году составляло 108 755 человек.
По данным переписи населения 2020 года население Гринвейла составляло 79 человек. Площадь территории составляла 6280 км2. Расовый состав Гринвейла в 2020 году: 71 белых, 1 коренной житель (индеец) и 7 были метисами (2 расы или более).

## Образование
Гринвейл входит в школьный округ Wilson County Schools. Его районные школы — начальная школа Уотертауна, средняя школа Уотертауна и старшая школа Уотертауна. Государственный Университет Мидл Теннесси, который находится в Мерфрисборо, является ближайшим к Гринвейлу учреждением высшего образования.

## Достопримечательности
Поблизости находится один объект всемирного наследия Юнеско. Это Национальный парк «Мамонтова пещера» на расстоянии 84 миль (135 км), к северу от Гринвейла.